# Kozicino, Burgas
Kozicino (în bulgară Козичино) este un sat în comuna Pomorie, regiunea Burgas,  Bulgaria. 

## Demografie
Componența etnică a satului Kozicino
     Bulgari (97,64%)
     Nicio identificare (0%)
     Altele (2,35%)
La recensământul din 2011, populația satului Kozicino era de 212 locuitori. Din punct de vedere etnic, majoritatea locuitorilor (97,64%) erau bulgari. Pentru 0% din locuitori nu este cunoscută apartenența etnică.